# Fujitsu
Fujitsū (jap. 富士通株式会社 Fujitsū Kabushiki-gaisha) – japońskie przedsiębiorstwo z siedzibą w Tokio, specjalizujące się w usługach informatycznych oraz produkcji półprzewodników, komputerów (superkomputerów, komputerów osobistych, serwerów, telekomunikacji i usługach). Przedsiębiorstwo zatrudnia około 140 tysięcy pracowników w 100 państwach.

## Historia
1 października 1999 Fujitsū Kabushiki-gaisha i Siemens AG, powołały nową spółkę produkującą w Europie sprzęt komputerowy pod nazwą Fujitsu Siemens Computers.
W dniu 4 listopada 2008 oficjalnie ogłoszono przejęcie wszystkich udziałów przez Fujitsu do dnia 31 marca 2009. Z początkiem kwietnia 2009 spółka Fujitsu Siemens Computers została przejęta w całości przez Fujitsu. Zmieniono nazwę na Fujitsu Technology Solutions. W tym samym roku Fujitsu poinformowała o sprzedaży swojego segmentu twardych dysków (dział i fabryki sektora) koncernowi Toshiba.
W październiku 2009 Fujitsu i Toshiba poinformowały o zakończeniu procesu przejęcia działu dysków Fujitsu przez Toshibę. Na potrzeby przejęcia Toshiba powołała do życia spółkę zależną o nazwie Toshiba Storage Device Corp., w której 20 procent udziałów do końca 2010 posiadało Fujitsu. Po tym terminie spółka miała przejść pod całkowite władanie Toshiby (TSDC).
W wyniku straty sięgającej 95 miliardów jenów w 2012, firma zdecydowała się zwolnić prawie 5 tysięcy pracowników (3 tysiące w samej Japonii). Firma sprzedała również swój dział podzespołów komputerowych firmie Panasonic.
W 2015 przedsiębiorstwo obchodziło swoje 80 urodziny. W ramach obchodów grupa ponad 10 tysięcy inżynierów i informatyków wzięła udział w konferencjach i wydarzeniach zorganizowanych przez Fujitsu w 15 miastach świata.
W 2017 Fujitsu sprzedało swoje linie produkcyjne komputerów osobistych przedsiębiorstwu Lenovo.

## Fujitsu na świecie
W 2018 Fujitsu było czwartym co do wielkości przychodów przedsiębiorstwem oferującym usługi IT na świecie (po IBM, Accenture oraz Amazon Web Services). W 2019 amerykański magazyn Fortune umieścił Fujitsu na swojej liście 500 największych firm na świecie Fortune Global 500.